# ويليام جي. هاندلي
ويليام جي. هاندلي (بالإنجليزية: William G. Hundley)‏ هو محامي أمريكي، ولد في 16 أغسطس 1925 في بيتسبرغ في الولايات المتحدة، وتوفي في 11 يونيو 2006 في فيينا (فيرجينيا) في الولايات المتحدة بسبب سرطان الكبد.